# Oleksandr Dovjenko
Oleksandr o Aleksandr Dovjenko (en ucraïnès: Олекса́ндр Петро́вич Довже́нко, Oleksandr Petròvitx Dovjenko, Viúnisxe [ara part de la vila de Sósnitsia], óblast de Txerníhiv, Ucraïna, imperi Rus, 1894 - Peredielkino, óblast de Moscou, 1956) va ser un director cinematogràfic ucraïnès i soviètic, amb un gran impuls líric que queda palès en la pel·lícula Zemlya (1930). També fou guionista, actor, artista, dramaturg i escriptor en llengua ucraïnesa. Com a director de cinema, fou un glossador de grans temes universals, com ara la mort, l'amor i l'esforç humà, expressats dintre dels límits de la seva Ucraïna nadiua. Altres grans pel·lícules d'ell foren: Zvenyhora / Zvenigora (1928), L'arsenal (1929), Alliberament (1939), el documental La batalla per la nostra Ucraïna soviètica (1943) i Mitxurin (1948). Deixà inacabada Poema del mar, obra que la seva dona Iúlia Sólntseva (directora i actora russa i ucraïnesa, Ю́лія Іполи́тівна Со́лнцева, Moscou 1901 — 1989), que també era la seva principal col·laboradora, es proposà d'acabar, sense aconseguir-ho.
Va guanyar un orde de Lenin, un orde de la Bandera Roja i un orde de la Bandera Roja del Treball, a més del Premi Lenin (1959) i el Premi Stalin (1941 i 1949).